# Heinrich Dorner
Heinrich Dorner (* 9. Februar 1981) ist ein österreichischer Politiker (SPÖ). Seit 28. Februar 2019 ist er Landesrat der Burgenländischen Landesregierungen Doskozil I, Doskozil II bzw. Doskozil III und für die Bereiche Bau, Raumplanung, Verkehr und Wohnbauförderung verantwortlich.

## Leben

### Ausbildung und Beruf
Heinrich Dorner begann nach der Matura im Jahr 2000 an der Höheren Technischen Bundeslehr- und Versuchsanstalt Wiener Neustadt (Fachrichtung Hochbau) ein Studium der Betriebswirtschaftslehre, das er 2006 als Magister an der Wirtschaftsuniversität Wien abschloss. Ab 2003 war er in verschiedenen Positionen für Johnson & Johnson tätig, zuletzt als Business Unit Director in der Wien.
Dorner ist verheiratet und Vater von Zwillingen. Sein gleichnamiger Vater (* 1955) war ab 1987 Bürgermeister in Lackenbach. Dorner war Fußballspieler beim SV Lackenbach und auch dessen Obmann und spielt im FC Landtag.

### Politik
Seit 2001 ist er Mitglied des Gemeinderates in Lackenbach, wo er seit 2017 dem Gemeindevorstand angehört. 2016 wurde er in den Vorstand des Bund Sozialdemokratischer Akademikerinnen und Akademiker, Intellektueller, Künstlerinnen und Künstler (BSA) Burgenland aufgenommen.
Am 4. Februar 2019 wurde er als Nachfolger von Norbert Darabos von der SPÖ Burgenland als künftiger Landesrat für die Bereiche Bau, Raumplanung, Verkehr und Wohnbauförderung in der Landesregierung Doskozil I präsentiert, er wurde am 28. Februar 2019 gewählt und angelobt. Am 6. April 2019 wurde er als Nachfolger von Darabos zum SPÖ-Bezirksparteivorsitzenden im Bezirk Oberpullendorf gewählt. Bei der Landtagswahl 2020 kandidierte er als Spitzenkandidat im Landtagswahlkreis Oberpullendorf, wo er 4945 Vorzugsstimmen über die Bezirksliste erhielt. Nach dem Rücktritt von Landesrat Christian Illedits am 1. August 2020 übernahm er zusätzlich die Sportagenden und den Ausschuss der Regionen von Illedits Nachfolger Leonhard Schneemann in der Landesregierung Doskozil II. Am Landesparteitag im Mai 2022 wurde er zu einem der sieben Stellvertreter des Landesparteivorsitzenden Hans Peter Doskozil gewählt. Im März 2023 wurde er als Bezirksparteivorsitzender einstimmig bestätigt, zu seinen Stellvertretern wurden Roman Kainrath, Elisabeth Trummer, Sandra Gerdenitsch und Erich Trummer gewählt.
In der am 6. Februar 2025 gewählten Landesregierung Doskozil III behielt er gegenüber der Landesregierung Doskozil II seine Zuständigkeiten.